# Kwilu (provins)
Kwilu  er en provins i Den Demokratiske Republik Congo. Den er en af de 21 provinser, der blev oprettet ved opdelingen i  2015, og har navn efter Kwilufloden som løber gennem området fra sydøst til nordvest.  Kwilu, Kwango, og Mai-Ndombe-provinserne er resultatet af opdelingen af den tidligere Bandundu-provinsen.   Kwilu blev dannet af  Kwilu distrikt og de uafhængige byer Bandundu og Kikwit.  Bandundu er provinsens hovedstad.  Provinsens befolkning blev i 2020 anslået til 6.682.300  indbyggere, der lever på et areal af 78.219 km².

## Administrative områder
Byer og territorier er:
- Bagata
- Bulungu
- Gungu
- Idiofa
- Mangai
- Masi-Manimba

## Historie
Kwilu blev administreret som en provins fra 1962 til 1966, men i 1964 blev administrationen overtaget af centralregeringen på grund af  Kwilu-oprøret (en) i det sydvestlige Congo. En oprørsadministration under Pierre Mulele drev det meste af Kwilu-provinsen fra januar 1964. Provinsen blev generobret af den lovlige regering i juni 1965, og provinsregeringen blev genoprettet den 18. januar 1966, men provinsen blev slået sammen med Kwango-distriktet og Mai-Ndombe-distriktet for at skabe Bandundu-provinsen.